# Municipio de Hamilton (condado de Mercer)
El municipio de Hamilton (en inglés: Hamilton Township) es un municipio ubicado en el condado de Mercer en el estado estadounidense de Nueva Jersey. En el año 2010 tenía una población de 88.464 habitantes y una densidad poblacional de 845,74 personas por km².

## Geografía
El municipio de Hamilton se encuentra ubicado en las coordenadas 40°12′30″N 74°40′29″O / 40.20833, -74.67472.

## Demografía
Según la Oficina del Censo en 2000 los ingresos medios por hogar en el municipio eran de $57,110 y los ingresos medios por familia eran $66,986. Los hombres tenían unos ingresos medios de $46,360 frente a los $33,673 para las mujeres. La renta per cápita para la localidad era de $25,441. Alrededor del 4.2% de la población estaba por debajo del umbral de pobreza.